# هيث ليدجر
هيث ليدجر (بالإنجليزية: Heath Ledger)‏ (4 أبريل 1979 – 22 يناير 2008)، هو ممثل أسترالي، حاصل على جائزة معهد الفيلم الأسترالي 2005 كأفضل ممثل عن دوره في فيلم جبل بروكباك. وجائزة الأوسكار كأفضل ممثل مساعد عن دور الجوكر في فيلم فارس الظلام، من بعد ظهوره في أدوار تلفزيونية في التسعينات، طور هيث حياته الفنية في هوليوود، بدأ مشواره الفني في أدوار ناجحة بالايردات وبالنقد من ضمنها 10 أشياء أكرهها بشأنك و The Patriot و Monster's Ball وA Knight's Tale و Brokebac Mountain وأكملها مع تجسيد شخصية الجوكر في الجزء الثاني من ثلاثية فارس الظلام قبل موته.
توفي ليدجر في عصر الثاني والعشرين من يناير عام 2008 بسبب جرعة مخدرات زائدة. قبل أشهر قليلة من وفاته، أنهى ليدجر تصوير شخصية الجوكر في فيلم فارس الظلام. عند وفاته، كان فيلم فارس الظلام في مرحلة المونتاج وكان فيلم مكان التخيل للدكتور باراناسوس في منتصف مرحلة التصوير إذ كان يلعب فيه آخر دور له وهو شخصية توني. أثر موته المفاجئ على عملية ترويج فيلم فارس الظلام. أكسبه تمثيله لشخصية الجوكر في فيلم فارس الظلام شهرةً عالمية وشعبية بين المعجبين والنقاد. حصل ليدجر على جوائز كثيرة بعد وفاته عن دوره في فيلم فارس الظلام وتشمل هذه الجوائز؛ جائزة الأوسكار لأفضل ممثل بدور مساعد والجائزة العالمية لأفضل ممثل في جوائز معهد الفيلم الأسترالي وجائزة جمعية النقاد بلوس أنجلوس كأفضل ممثل بدور مساعد عام 2008 وجائزة الغولدن غلوب عام 2009 لأفضل ممثل بدور مساعد وجائزة البافتا لأفضل ممثل بدور مساعد عام 2009.

## النشأة
وُلد ليدجر في بيرث بأستراليا الغربية وهو ابن سالي ليدجر (كنيتها قبل الزواج رامشو) مدرسة اللغة الفرنسية وكيم ليدجر سائق سيارات السباق ومهندس التعدين الذي أسست عائلته وامتلكت مسبك ليدجر الهندسي. سُمي صندوق السير فرانك ليدجر الخيري على اسم جد جده. كان لليدجر أسلاف إنجليز وأيرلنديين واسكتلنديين. ارتاد ليدجر مدرسة ماري ماونت الابتدائية في جوزبيري هيل ولاحقًا مدرسة غويلدفورد غرامر حيث حظي بأول تجربة تمثيل له إذ مثل شخصية بيتر بان في عرض من إنتاج المدرسة بعمر العاشرة. انفصل والداه عندما كان عمره عشر سنوات وحصل الطلاق عندما بلغ الحادية عشر. ألهمت أخته الكبرى كيت، الممثلة ولاحقًا الخبيرة بالدعاية، تمثيله على المسرح وألهم حبه لجين كيلي نجاحه في الرقص ما أدى به إلى الانضمام إلى فريق غويلدفورد غرامر المكون من 60 عضو الذي كان باسم «أول انتصار للفتيان» في تحدي إيستيدفود للروك. لدى ليدجر أختين غير شقيقتين هما أشلي بيل (المولودة عام 1990) وهي ابنة أمه من زوجها الثاني روجر بيل وأوليفيا ليدجر (المولودة عام 1996) ابنة والده من زوجته الثانية إيما براون.

## عمله الفني

### عمله الفني الأول
في عمر السادسة عشرة قدم هيث امتحانات التخرج مبكرا وتخرج ليبحث ويلاحق حلمه بالتمثيل مع صديقه المفضل تريفور ديكارلو. قاد هيث عبر البلد إلى سيدني وعاد إلى بيرث للمسلسل التلفزيوني سويت عام 1996 والذي لعب فيه دور لاعب دراجة هوائية مثلي.
قام بلعب دور بسيط في إحدى حلقات مسلسل «هوم أند اواي» أحد أفضل المسلسلات الأسترالية الناجحة، وبعدها مباشرة ظهر في عام 1997 ومن بعد ظهوره في فيلم أسترالي بلاك روك وفيلم باوس، التحق هيث بطاقم المسلسل الدرامي روور من عام 1997 إلى عام 2000.
وفي العام 1999 ظهر في فيلم هوليوودي وهو 10 أشياء أكرهها بشأنك، كما ظهر في فيلم أسترالي بعنوان «يدين».

### أعوام الـ 2000
منذ العام 2000 إلى العام 2005, ظهر في العديد من الأفلام الناجحة، مثل The Patriot, Monster's Ball, A Knight's Tale, The Four Feathers, Ned Kelly, The Order, and The Brothers Grimm
وفي عام 2001, فاز بجائزة شو ويست بفئة نجم الغد لدوره في فيلم The Patriot والإصدار العالمي لفيلم حكاية فارس (A Knight's Tale)، وفي عام 2003, سمي في مجلة جي كيو الأسترالية كأفضل رجل بالسنة بالتمثيل.
حصل هيث على جائزة أفضل ممثل في العام 2005 في جوائز دائرة نقاد الأفلام بنيويورك ودائرة نقاد الأفلام بسان فرانسيسكو لدوره في فيلم جبل بروكباك كما رشح على جائزة الغولدن غلوب لأفضل ممثل في الدراما ورشح للأوسكار عن نفس الدور لأفضل ممثل أيضا.
في عمر السادسة والعشرين أصبح هيث واحد من أصغر الممثلين الذين ترشحوا لجائزة الأوسكار.
في العام 2005 لعب هيث دور العاشق جاكومو كازانوفا في فيلم كازانوفا الفيلم الرومانسي الكوميدي والذي فشل في الحصول على الجمهور العام والنقد السلبي !!
في العام 2006 قدمت دعوة لهيث للالتحاق بأكاديمية Academy of Motion Picture Arts and Sciences.
و في العام 2007 كان واحد من ستة من الممثلين الذين قدموا شخصية بوب ديلين في فيلم I'm Not There.
مع زميله كريستيان بيل في باتمان لعب دور الشخصية الشريرة الجوكر إحدى الشخصيات الشريرة بالمجلات المصورة لـ باتمان بالفيلم الجديد فارس الظلام بمواجهة زميله كريستيان بيل الذي يجسد شخصية بروس واين وباتمان. صدر الفيلم في 18 يوليو 2008، ومع أن الفيلم قد تم الانتهاء من تصوير مشاهد الجوكر قبل رحيل هيث، إلا أن الحملة الإعلانية التي ركزت على شخصية الجوكر كان لها شديد الأثر.
فيلم The Imaginarium of Doctor Parnassus الذي يلعب فيه هيث بدور توني (Tony) دور مهما وأساسيا لم يتم الانتهاء من تصويره، وقام كل من النجوم جود لو وجوني ديب وكولن فاريل لتكملة مشاهد الممثل الراحل الأخيرة.
كان لدى هيث تجربة اخراجية مع المنتج والمؤلف الآن سكوت في النسخة الجديدة من The Queen's Gambit والتي كانت ستكون التجربة الأولى له كمخرج.

### الموسيقى
أسس هيث شركة موسيقية مع المغني بين هاربر وقام بإخراج إحدى أغانيه.

## صورته العامة

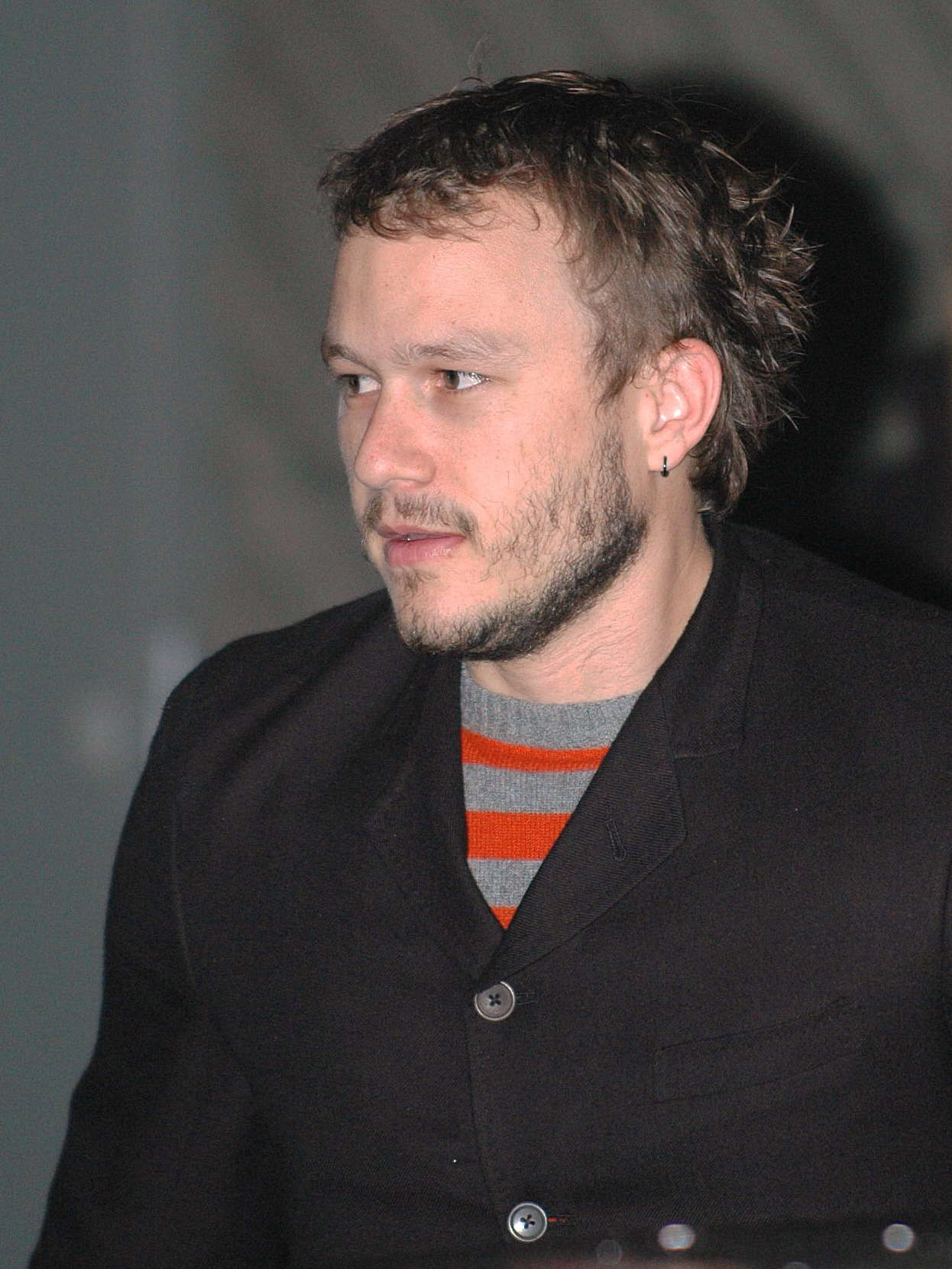
هيث ليدجر في مهرجان برلين السينمائي الدولي - دورة 2006

### الاستقبال الصحفي
كان لهيث علاقة مضطربة مع مصورين صحفيين ولكنه ينفي بشدة أنه قام بالبصق والاعتداء على أحد المصورين في سيدني في عام 2004، وفي 13 يناير 2006 قام الكثير من المصورين انتقاما للحادثة المزعومة برش هيث وميشيل ويليامز بالماء من مسدسات الماء عندما كانوا يعبرون السجادة الحمراء في افتتاح فيلم جبل بروكباك في سيدني.
تم انتقد هيث في حفل توزيع جوائز الغيلد عام 2005، حين تمت الإشارة لترشيح فيلمه Brokeback Mountain كمرشح جائزة أفضل أداء في فيلم، حيث شوهد يضحك حينها، وقد صرحت صحيفة لوس أنجيليس تايمز بأن هذا التصرف «كان نوعا من تصرفات المثليين»، ولكن صرح هيث بعدها عن الحادثة للتايمز بأن ما حصل «كان رعب المسرح فقط». حيث قيد له قبلها بلحظات أنه سيصعد للمسرح لتقديم إحدى الجوائز أيضا، قال فيها: «أنا آسف وأعتذر عن توتري».
وضع هيث تحت النار كما يقال حين تم منع عرض فيلمه في إحدى عروض السينما بـ يوتا، صرحت صحيفة هيرالد سن الأسترالية أنه حين سمع أن فيرجينيا الغربية منعت عرض فيلمه والتي في الحقيقة هي لم تفعل، ولكنه أشار لها بأنها «كعمليات الإعدام التي كانت خارجة عن نطاق القانون» كما في الثمانينات التي كان متنازع عليها من قبل أمناء الأرشيف والمؤرخون، والذين يقولون أن عمليات الإعدام خارج نطاق القانون العام الماضي شنقا في الدولة وقعت في 1931.

## الحياة الشخصية
واعد هيث الممثلة ليزا زين وهيذر غراهام لفترات قصيرة في عام 2002 ومنذ أغسطس 2002 إلى أبريل 2004، كان على علاقة مع الممثلة نعومي واتس، حيث التقاها خلال تصوير فيلم نيد كيلي. تمت خطبة هيث على الممثلة ميشيل وليامز والتي التقاها في تصوير فيلم جبل بروكباك، ولديهم ابنة ماتيلدا روز والتي ولدت في 28 أكتوبر 2005 في مدينة نيويورك.
كما أن والديها العرابان هما زميل هيث بالفيلم جايك جيلنهال وزميلة ويليامز في داوسون كريك بوسي فيليبس.
كان هيث وعائلته يقضون وقتهم بين بروكلين ولوس انجيليس وسيدني، وفي 13 يناير 2006 عندما تم رشقه بالماء في افتتاح فيلمه قام هيث ببيع منزله الأسترالي في برونتي بنيوساوث ويلز بمبلغ 7 ملايين دولار فقط.
في أغسطس من العام 2007، صرحت الـ مجلة «أس ويكلي» بان هيث وميشيل قد أنهيا علاقتهما بسبب مشاغلهم. ولكن لا هيث ولا ميشيل أكدا الخبر حينها. وفي سبتمبر 2007 أكد والدها لاري لصحيفة سيدني ديلي تيليغراف بأنهما بالفعل قد انفصلا.
بعدها بفترة، شوهد هيث مع عارضة الأزياء هيلنا كريستنسن وغيما وارد.

## موته

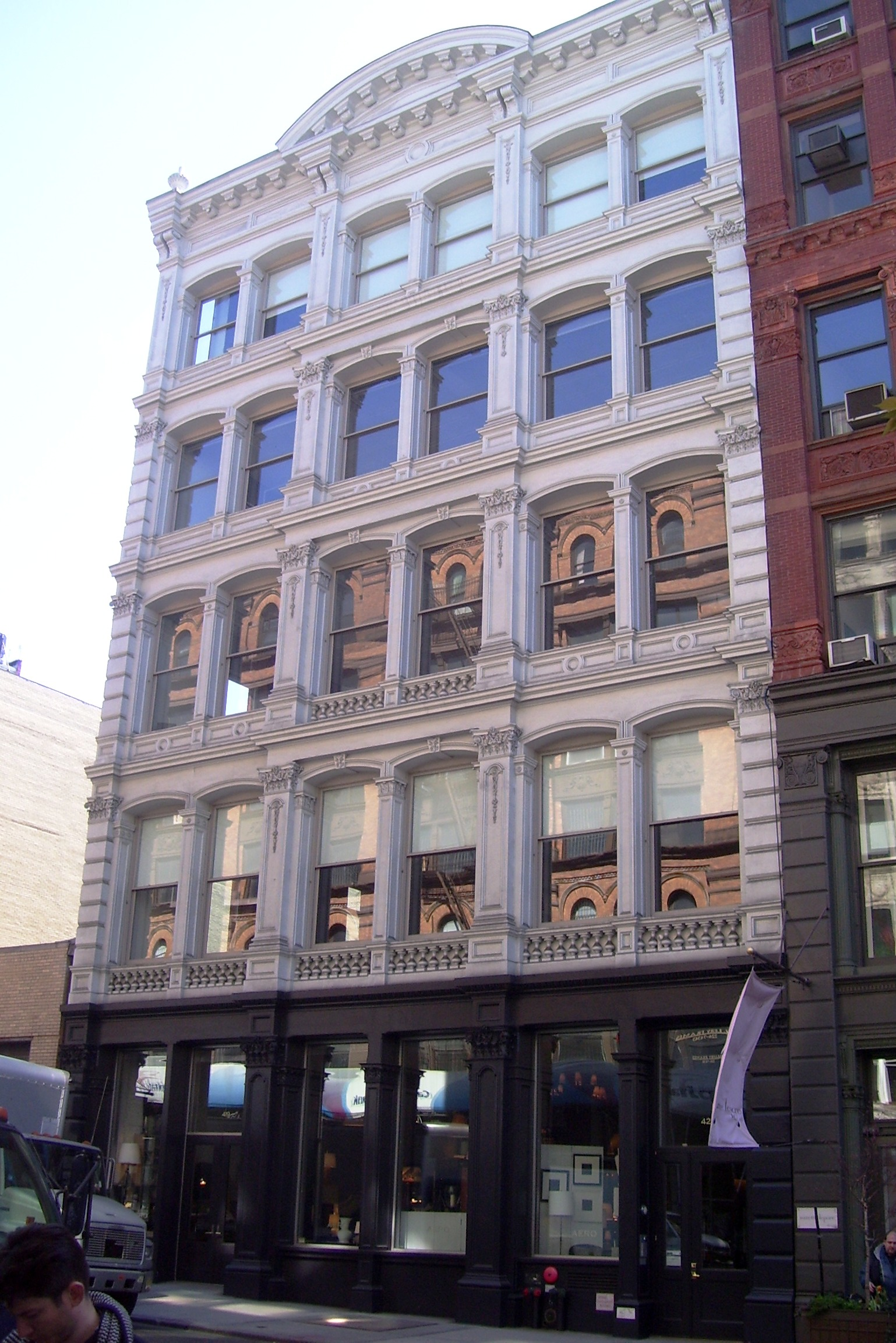
مبنى يقع في 419-421 شارع بروم، بين شارعي كروسبي ولافاييت في حي سوهو بمدينة مانهاتن، نيويورك. تم تشييده بين عامي 1873 و1874 بتصميم من المعماري جريفيث توماس على الطراز الإيطالي.

صرحت الشرطة بأنهم وجدوا بعض الأدوية الموصوفة له في الحمام وأنه لم يكن هناك أي أدلة على الانتحار أو جريمة قتل. وفي 23 يناير كانت نتيجة التشريح أخذ هيث أدوية نوم زائدة كانت موصوفة له.
في 22 يناير 2008 تم العثور على هيث ليدجر متوفيا في شقته بالطابق الرابع بعنوان 421، شارع بروم في ناحية سوهو في مدينة نيويورك، وبحسب إفادة الشرطة فإن مدبرة المنزل تيريزا سولومن وصلت في الساعة الثانية عشرة والنصف ظهرا لتنظيف الشقة وعندما دخلت غرفته في حوالي الساعة الواحدة ظهرا لتغيير لمبة الحمام وجدت هيث على السرير ووجهه للأسفل مع أغطية السرير التي تغطيه للكتف وكان يشخر، بعدها وصلت الماسوس (التي تعمل المساج) ديانا وولوزين في حوالي الساعة الثانية وخمسة وأربعون دقيقة لعمل المساج له ولكنه عندما لم يخرج من غرفته في حوالي الساعة الثالثة ظهرا، اتصلت على هاتفه النقال ولم تتلقى أي إجابة، لتدخل بعدها لغرفة النوم، وتبدأ بالتحضير بوضع طاولة المساج وحاولت إيقاظه ولكنه لم يجب عليها. لتقوم بالاتصال بالممثلة ماري كيت اولسن والتي كان رقمها مخزنا في هاتف هييث النقال وقالت لها أنها ستقوم بإرسال أحد رجال الأمن من شركتها للشقة ولكن بعد أن حاولت ديانا إيقاظه مجددا ولم يستيقظ اتصلت بماري كيت من جديد واتصلت ب 911 (خدمة النجدة والإسعافات)، الذين وصلوا في الساعة الثالثة وست وعشرين دقيقة وقاموا بنقل هيث على الأرض وأجروا له الإسعافات الأولية والتنفس الصناعي، ولكنه كان متوفيا. وتم الإعلان عن وفاته في الساعة الثالثة وست وثلاثون دقيقة.
في 23 يناير بتوقيت أستراليا قامت أخت هيث «كاثرين» بالخروج خارج منزل والديهما في أبليكروس، بالقرب من حدود النهر في نواحي منطقة بيرث وقرأت هذا البيان التالي:
| هيث ليدجر | نحن، عائلة هيث، نؤكد بشكل مأساوي وعرضي ومفاجأ وفاة ابننا المحب، الأخ والوالد لت ماتيلدا، والذي عثر عليه نائما نوم الأبدية بشكل سلمي في شقته بمدينة نيويورك من قبل مدبرة منزله بالساعة الثالثة والنصف ظهرا بتوقيت نيويورك. نود أن نشكر أصدقائنا والجميع حول العالم على أمنياتهم الطيبة في هذا الوقت العصيب. لمس هيث حياة الكثيرين في الكثير من المستويات خلال فترة حياته القصيرة وقليلون فقط هم من حصلوا على الفرصة لمعرفته بصدق. إنه محبوب وصادق واجتماعي للغاية، سخي، يحب الحياة، غير أناني ولا متطرف وقدم إلهاماته للكثيرين، أرجو الآن احترام رغبة عائلتنا وحاجتنا للحزن والعزاء على ما أصابنا بخصوصية | هيث ليدجر |

و كردّ فعل لوفاته صرحت ميشيل وليامز «أنها قد صعقت للخبر وأنها مدمرة»، وطارت مباشرة من السويد إلى نيويورك.
كما أن رئيس وزراء أستراليا وقتها جون هاوارد أصدر بيانا يقول فيه: «إنه لحزن كبير لمعرفتي بوفاة هيث ليدجر، وإنه لشيء مأساوي أن نفقد واحد من أبناء وممثلي بلدنا في ريعان شبابه وحياته».

## الترشيحات والجوائز

### الأوسكار
- أفضل ممثل رئيسي عام 2006 عن فيلم Brokeback Mountain
- أفضل ممثل مساعد عام 2009 عن فيلم The Dark Knight وفاز بها بعد وفاته. تسلم الجائزة والده ووالدته وأخته.

### الغولدن غلوب
- أفضل ممثل عام 2006 عن فيلم Brokeback Mountain
- أفضل ممثل مساعد عام 2009 عن فيلم The Dark Knight وفاز بها بعد وفاته. تسلم الجائزة المخرج كريستوفر نولان.

## أعماله الفنية
1992 - Clowning Around
1997 - Blackrock Toby Ackland
1997 - Paws Oberon
1999 - 10 Things I Hate About You - Patrick Verona
1999 - Two Hands - Jimmy
2000 - The Patriot - Gabriel Martin
2001 - A Knight's Tale - Sir William Thatcher/Sir Ulrich von Lichtenstein of Gelderland
2001 - Monster's Ball - Sonny Grotowski
2002 - The Four Feathers - Harry Faversham
2003 - Ned Kelly - Ned Kelly
2003 - The Order - Alex Bernier
2005 - Lords of Dogtown - Skip
2005 - The Brothers Grimm - Jacob Grimm
2005 - Brokeback Mountain - Ennis Del Mar
2005 - Casanova - Giacomo Casanova
2006 - Candy - Dan
2007 - I'm Not There - Robbie Clark
2008 - فارس الظلام - جوكر
2009 - The Imaginarium of Doctor Parnassus - Tony
2010 - The Tree of Life - Mr. O'Brien (براد بيت، حل محل هيث ليدجر)